# 北急・モノレール 京都おでかけきっぷ
北急・モノレール 京都おでかけきっぷ（きたきゅう・ものれーる きょうとおでかけきっぷ）は、季節限定で北大阪急行電鉄、大阪モノレール、阪急電鉄が共同で発行している一日乗車券である。なお、本項目での"北急"は北大阪急行電鉄のことを指す。

## 概要
毎年、春季と秋季の季節限定で発売している。磁気カード式の乗車券で、利用できる期間内の任意の1日間で利用可能。北急・大阪モノレール沿線から、阪急神戸線系統を除く阪急沿線（京都西山・嵐山・四条河原町や、宝塚・箕面方面）を割安価格で行くことができる。
また、阪急線内（神戸線系統を除く）でも発売していることから、阪急沿線から本乗車券を利用し、北急・大阪モノレール沿線にある服部緑地・万博記念公園・大阪国際空港（伊丹空港）などへ行くことも可能である。

## フリーエリア
北急全線、大阪モノレール全線、阪急電鉄の京都線・千里線・嵐山線・宝塚線・箕面線が乗り降り自由となる。阪急線内の特急列車は「京とれいん」を含め、特急料金は不要。
なお、阪急線への乗り換えは、大阪モノレールとの接続駅である南茨木駅（京都線）、山田駅（千里線）、蛍池駅（宝塚線）のいずれかの駅のみとなり、北急線と相互直通運転を行っている大阪市高速電気軌道（Osaka Metro）御堂筋線経由での利用はできない。
また、阪急電鉄にて本乗車券同様に、季節限定で発売している「いい古都チケット」と異なり、京都市内のすべてのバス路線や京都市営地下鉄への乗車もできない。

## 発売額・発売箇所
- 発売額（2020年現在）

大人 1,200円（小児用の設定は無し）
- 発売箇所

北大阪急行電鉄（Osaka Metroが管理する江坂駅を含む）全駅、大阪モノレール全駅、阪急電鉄のごあんないカウンター設置駅。（大阪梅田駅・十三駅以外の神戸線系統を除く）